# Jean-Baptiste Mareilhac
Jean-Baptiste Mareilhac est un négociant, armateur et homme politique bordelais né à Moulon (actuel département de la Gironde) le 13 novembre 1745,, en 1750 ou 1754,, et mort le 28 février 1831 à Léognan. Il profite de la tourmente de la Révolution pour accroître sa fortune et fait construire le château La Louvière à Léognan.

## Biographie
Jean-Baptiste Mareilhac est le fils de Jean-Baptiste Mareilhac et de Marie Teynac (1712-1752). Il demeure rue Tronqueyre (aujourd'hui rue Rodrigues-Perreire) à Bordeaux.

### Armateur et négociant

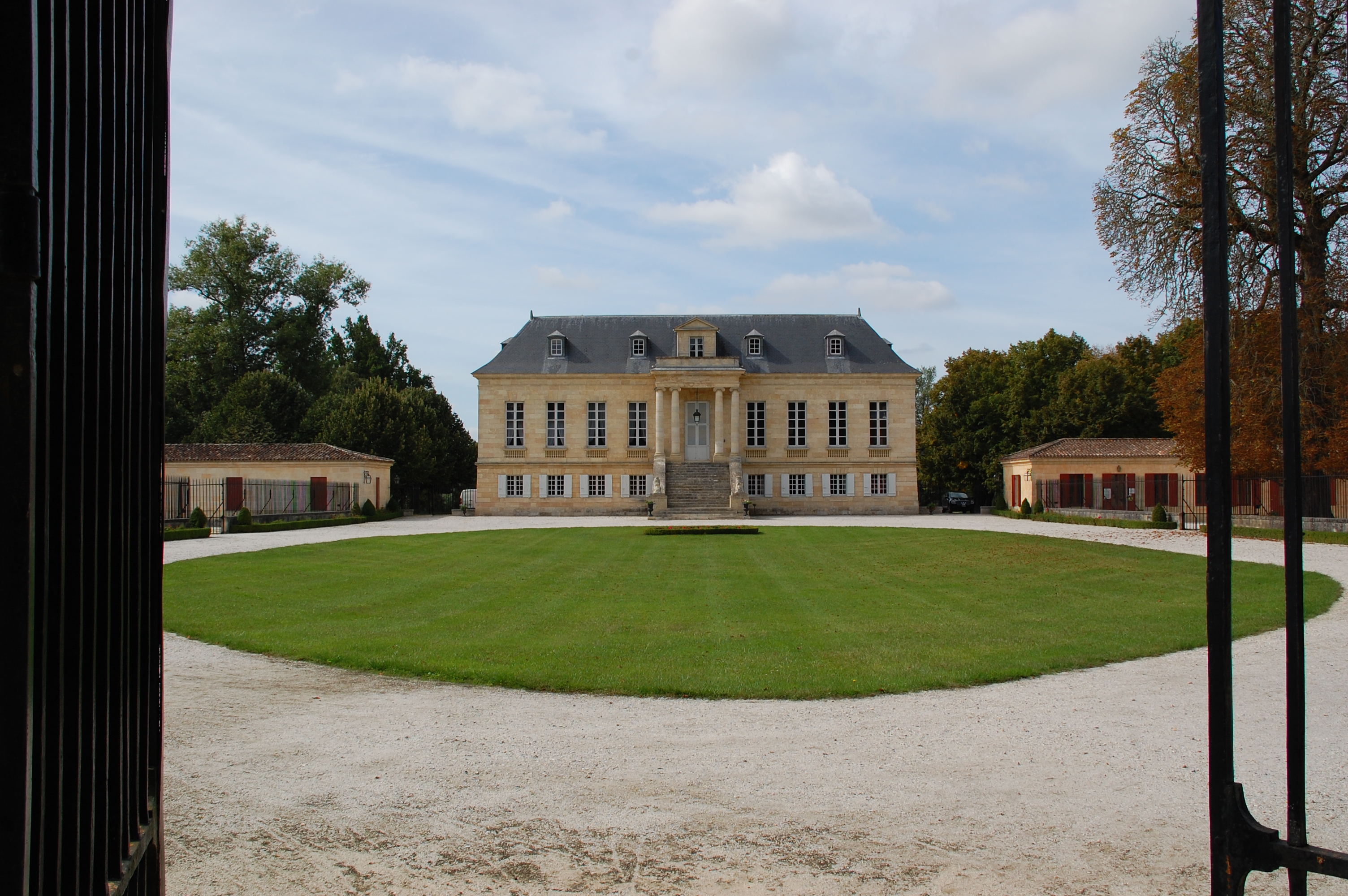
Le château La Louvière, tel que reconstruit par Mareilhac.

Riche armateur et négociant, il accroît sa fortune sous la Révolution par l'acquisition à bas prix de biens nationaux confisqués à l’Église et aux nobles émigrés. Il met ainsi la main sur le château Rieussec à Sauternes, qui appartenait aux pères des Carmes de Notre-Dame de Langon, et en 1791 sur le château La Louvière et ses 40 hectares de domaine à Léognan, naguère propriété des Chartreux de Léognan, qu'il fait entièrement reconstruire par Lhote et décoré par son ami François-Louis Lonsing.
Dès 1790, il est membre de la loge maçonnique bordelaise de « L'Amitié ».
Le 4 floréal an II (23 avril 1794), il donne 20 000 livres pour la construction d’un navire de guerre.

### Négrier aux positions esclavagistes
Pendant la Révolution et l'Empire, il organise plusieurs expéditions maritimes en droiture (échanges transatlantiques directs) et une de traite négrière, avec le Peggy, 234 tonneaux qui quitte Bordeaux le 3 janvier 1792 pour commercer entre l'île de Quiloa et les îles de Bourbon et de France.
Membre de la Chambre du commerce, quand en février 1802 le gouvernement s'interroge sur le devenir de l'esclavage, aboli par la Convention montagnarde en 1794, il est l'un des neuf délégués au Conseil du commerce de Bordeaux qui rendent un avis favorable à son rétablissement outre-mer :

« Le grand objet du commerce d’Afrique a toujours été de soutenir l’existence de nos colonies occidentales […]. Il est reconnu que, dans ces contrées brûlantes, la culture ne peut être utilement maintenue qu’avec les bras vigoureux des Africains. Une trop fatale expérience nous a démontré que la liberté des Noirs est incompatible avec les travaux qu’on a besoin d’en exiger […]. De là la nécessité de la traite,. »

### Carrière politique
En 1796 il est déjà adjoint municipal quand il est nommé maire du premier des trois arrondissements en lesquels Bordeaux a été scindé (celui du nord de la ville), charge qu'il exerce jusqu'en 1798.
Il poursuit sa carrière politique au poste de conseiller général de la Gironde de 1800 à 1807.
En 1812 et 1820, les registres de patentes montrent qu'il est un des trois plus riches contribuables de la ville.

### Mariage et descendance
Il épouse le 8 juillet 1792 Émilie Bonneau de La Cure, dont il aura quatre enfants, dont un fils Jean-Baptiste Bélus (1794-1873), futur maire de Caudéran et Jean-Armand de Mareilhac (1795-1827), militaire, auquel Louis XVIII accorde la particule.

### Décès
Il meurt en 1831, à l'âge de 85 ans, dans son château de La Louvière à Léognan.

## Hommages et critiques

### Place à Bordeaux
En 1901, la ville de Bordeaux donne son nom à une nouvelle place située dans le quartier de Bacalan. C'est l'un des six négriers avérés dont une des voies de la ville de Bordeaux porte le nom. Cet hommage controversé est commenté en juin 2020 par l'apposition d'une plaque donnant des explications historiques.

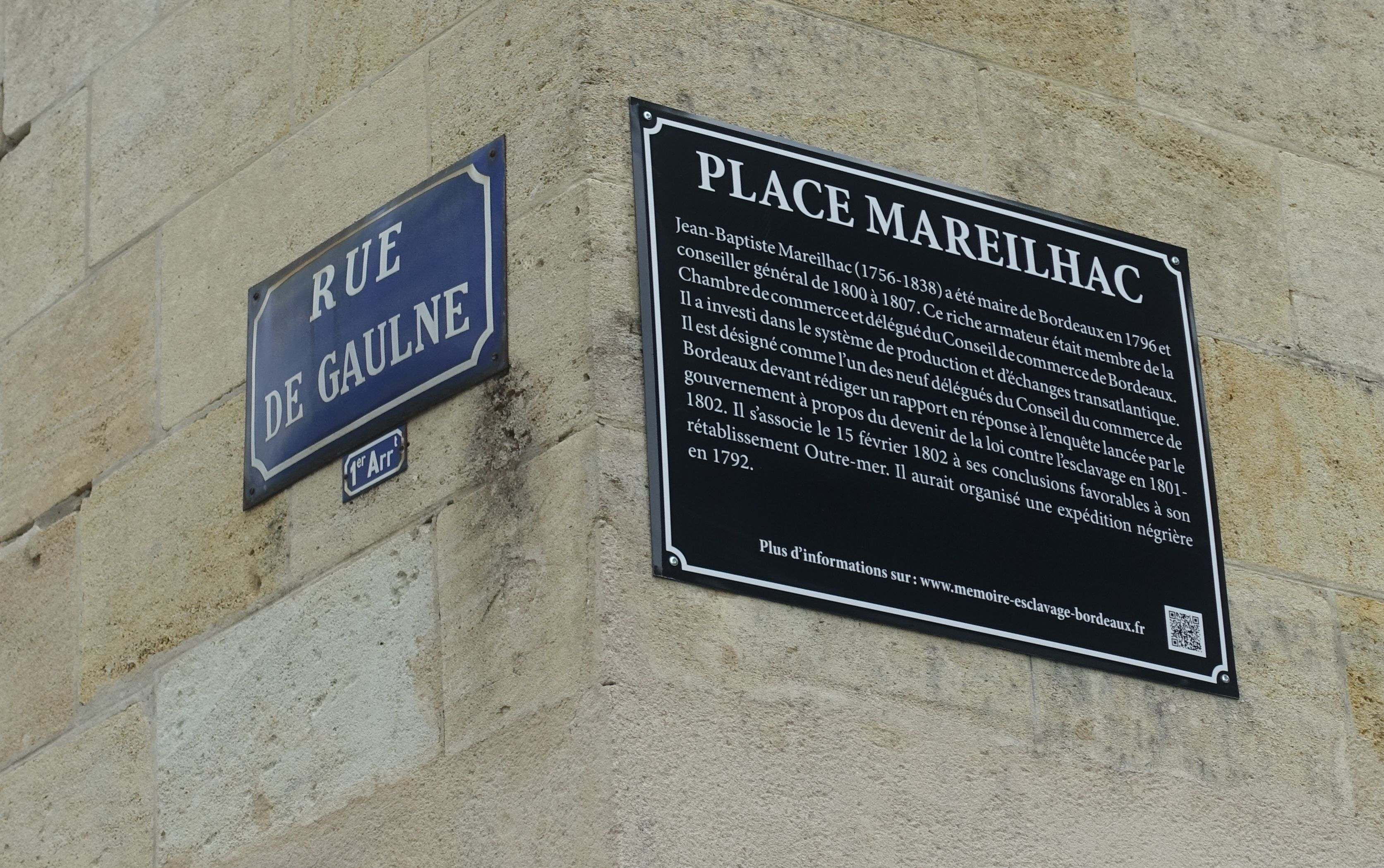
Plaque mémorielle de la place Mareilhac

### Portraits

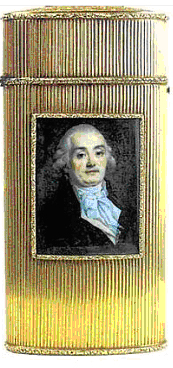
Tabatière avec une miniature de l'armateur Jean-Baptiste Mareilhac, collections du musée des Arts décoratifs et du Design, Bordeaux

Plusieurs représentations du négociant sont présentes dans les collections de la ville :
- un Portrait de Monsieur et Madame Mareilhac à l'impromptu, de François-Louis Lonsing (musée des Beaux-Arts de Bordeaux) ; on y reconnait en arrière plan le château de La Louvière[5].
- une miniature sur une blague à tabac (musée des Arts décoratifs de Bordeaux).